# アルミン・バチノビッチ
アルミン・バチノヴィッチ（Armin Bačinovič, 1989年10月24日 - ）は、ユゴスラビア（現スロベニア）・マリボル出身の元スロベニア代表サッカー選手。現役時代のポジションはMF。

## 経歴
旧ユーゴスラビアのマリボルで生まれると、地元のNKジェリェズニチャル・マリボルでキャリアを始め、まもなく強豪NKマリボルに移籍する。2010年、UEFAヨーロッパリーグでの活躍を評価され対戦相手だったセリエA・パレルモにチームメイトのヨシップ・イリチッチと共に移籍、すぐさまレギュラーを確保した。しかし大活躍の1年目から一転、イタリア2年目はチームを指揮したステファノ・ピオリ、デーヴィス・マンジャ、ボルトロ・ムッティいずれの監督からも信頼を得られずベンチで燻る日々が続き、1月には元パレルモSDリーノ・フォスキのいるカルチョ・パドヴァへのレンタルが秒読み段階であったものの膝に大きな怪我を負うという不運もあった。
2012-13シーズンはエラス・ヴェローナFCに期限付き移籍。クラブはリーグ戦2位でシーズンを終え、自身はセリエA昇格メンバーの一員となった。
2014年8月21日、契約満了に伴いパレルモを退団し、同日にSSヴィルトゥス・ランチャーノ1924への加入が発表された。
2016年、テルナーナ・カルチョに移籍した。翌年1月31日にはセリエCのSSサンベネデッテーゼ・カルチョへ加入。移籍後は累積警告による1試合の出場停止を除き全試合に出場し、シーズン終了後には契約を1年間延長した。

## 代表歴
2009年8月12日、2010 FIFAワールドカップ・ヨーロッパ予選のサンマリノ戦でA代表デビュー。本大会のメンバーには選出されなかった。

## タイトル
マリボル
- 1.SNL : 2008-09, 2010-11
- スロベニア・スーパーカップ : 2009
- スロベニア・カップ : 2010

パレルモ
- セリエB : 2013-14